# Слубишки окръг
Слубишки окръг (на полски: Powiat słubicki) е окръг в Западна Полша, Любушко войводство. Заема площ от 999,29 км2. Административен център е град Слубице.

## География
Окръгът се намира в историческата област Любушка земя. Разположен е в северозападната част на войводството.

## Население
Населението на окръга възлиза на 47 498 души (2012). Гъстотата е 48 души/км2.

## Административно деление
Административно окръгът е разделен на 5 общини.
Градско-селски общини:
- Община Жепин
- Община Ошно Любушко
- Община
 Слубице
- Община Цибинка

Селска община:
- Община Гужица

## Фотогалерия
- Жепин
- Ошно Любушко
- Слубице
- Цибинка